# Ormi Patras

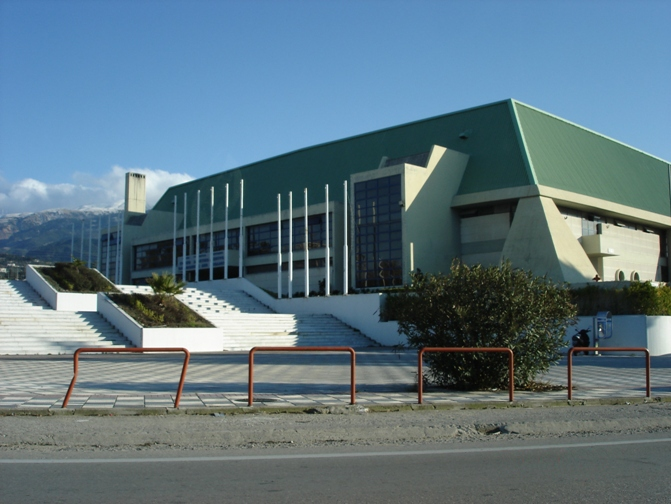
Salle intérieure Dimitris Tofalos.

Le Ormi Patras (nom complet en grec : Αθλητικός Σύλλογος Ορμή Πάτρας), anciennement A.C. Ormi-Loux Patras, est un club grec handball féminin  situé à Patras. Son équipe première évolue en 1re division du Championnat de Grèce.

## Palmarès
compétitions nationales
- champion de Grèce en 2007, 2008, 2009, 2010, 2011 et 2012
- vainqueur de la coupe de Grèce en 2007, 2009, 2010 et 2012